# 유동성 함정
유동성 함정(영어: Liquidity trap)이란 케인스 경제학에서 나온 말로 중앙은행이 시중은행에 통화를 주입해도 이자율을 떨어트리거나 통화정책을 강화시킬 수 없을 때의 상황을 뜻한다. 유동성 함정은 사람들이 미래의 디플레이션을 예상하거나 총수요의 부족, 전쟁시에 발생한다. 일반적인 유동성함정의 특징은 이자율이 0에 가깝거나 통화공급의 변동이 물가변동으로 이어지지 않는다는 것이다.

## 개념변화
본래개념에서 유동성함정은 통화공급의 증가가 이자율을 낮추지 못할때의 상황을 말한다.  일반적으로 중앙은행은 이자율을 낮추기위해서 현금을 새로 발행하여 채권을 매입한다. 유동성함정하에서는 채권은 거의 이자없이 지불하는데 이는 거의 현금과 동등하다. 이때 케인지안학파의 좁은 의미에 의하면 통화정책은 단지 이자율에 영향을 줌으로써 경제에 영향을 미친다고 명시한다. 그러므로 경제가 유동성함정에 진입하게 되면 통화량의 증가는 이자율을 낮출 수 없고 경제에 자극을 주지 못하게 된다.
1930년 ~ 1940년대 케인지안 혁명에 뒤이어 여러 신고전학파 경제학자들은 대량의 통화정책이 이자율을 떨어뜨리는데 실패하더라도 경제에 영향을 미치는 특정한 상황인 유동성함정에 대항하기위한 방안을 찾았다. 돈 파티킨과 로이드 메츨러는 영국의 경제학자 아서 피구의 이름을 딴 피구 효과를 제시하였는데 이는 실질화폐잔고는 총수요함수의 계정에 속하기 때문에 IS/LM모델에서 “투자저축” 곡선에 직접적으로 영향을 주므로 이때의 통화정책은 유동성함정상황에서도 경제를 자극시킬수 있다는 뜻이다. 1960년 경제학자들이 유동성함정 개념을 신뢰하지 않았고 많은 경제학자들은 이런 피구효과의 중요성과 실재에 관해 심각한 의문을 품었다.
신고전학파의 경제학자들은 유동성함정에서도 대량의 통화정책은 총수요의 통화량을 직접적으로 투입함으로써 경제에 영향을 미칠 수 있을것이라고 주장하였다. 이는 2001년에 일본은행이 양적 완화를 실시한 것에서 본질적으로 일치한다. 또한 2008-2009년 유럽과 미국의 중앙은행이 양적 완화를 실시하였다. 이러한 정책 계획은 단기간에 이자율을 떨어뜨리는것보다 다른방법을 통하여 경제를 자극시키는 시도이다.
일본의 0에 가까운 저금리정책에도 불구하고 일본경제가 10년의 장기적인 침체에 빠졌을 때 유동성함정의 중요성이 다시 부상하였다. 그러나 유동성함정의 케인즈 방정식이 양의 이자율수준에서 수평적인 통화수요곡선이 그려지는데 반하여 1990년대의 유동성함정은 0의 이율에서 발생하였고, 아무도 100달러를 돌려받기 위해 100달러를 빌려주지 않기 때문에 이자율은 0 이하로 떨어지지 않는다고 주장함과 동시에 이러한 상황에서 통화정책은 아무 효과가 없음을 증명하고 단지 유동성함정을 설명하는데에 그쳤다. 현대 거시경제학에서 유동성함정상황이 이자율이 0보다 클 수 있음을 증명할 아무것도 없다고 주어지기 때문에 유동성함정에서의 명목이자율은 0이라고 주어진다. 그 결과 유동성함정은 제로금리의 하한문제(Zero Lower Bound Problem)이라고도 부른다.
케인즈의 주장과 다른 새로운 개념에도 두 관점의 공통점에는, 첫째, 통화정책은 이자율을 통해 경제에 영향을 미치고, 둘째, 통화정책은 유동성함정에서 아무런 효과가 없으며, 셋째, 이자율이 어떤 값 이하로 떨어질 수 없음을 추론하였다. 통화속도의 감소는 짧은 기간 동안의 통화공급을 상쇄한다.
비슷한 논란은 2008-2010년 유럽과 미국에서 중앙은행의 단기정책으로 이자율이 0에 가깝게 이동한 것에서 발생하였다. 폴 크루그먼은 2008-2011년 미국과 유럽, 일본을 포함한 선진국들이 유동성함정에 빠져 있다고 주장하였다. 그는 08-11년에 미국본원통화량을 세 배가량 늘렸음에도 달러표시 상품가격과 가격지수에 아무런 영향도 미치치 못했음을 언급하였다.

## 비판
루트비히 폰 미제스 협회의 오스트리아 경제학자들은 케인즈의 유동성이론을 반대하였다. 그들은 낮은 이자율에서 국내투자의 부족은 유동성선호보다는 과오투자와 시간선호의 결과로 본다.
많은 포스트 케인지언 경제학자들은 케인즈의 이론은 제로금리하한과 중앙은행의 투자자극의 무능력과 상관이 없다고 주장한다. 오히려 그들은 케인즈와 다른 포스트 케인지안은 유동성함정이란 자산가격이 하락하여 이자율이 ‘꼼짝않는(stuck)’ 상황이 되고 일반적인 시장 간섭의 실패에 기인한 상황이라고 고려했음을 강조한다.
경제학자 스캇 썸너는 일본의 잃어버린 10년동안의 통화확장정책의 시도는 비성공적이었다고 비판하였다. 그는 일본의 통화정책이 너무 엄격했다고 주장했다. 또한 유동성함정의 일반적인 개념에 부정적이다.

## 인용
- Paul R. Krugman, "It's baack: Japan's Slump and the Return of the Liquidity Trap," Brookings (2008).
- Sophia N. Antonopoulou, "The Global Financial Crisis," The International Journal of Inclusive Democracy, Vol. 5, No. 4 / Vol. 6, No. 1 (Autumn 2009 / Winter 2010).
- Krugman, Paul (17 March 2010). "How much of the world is in a liquidity trap?". The New York Times.
- Krugman, Paul (7 October 2011). "Way Off Base". The New York Times.
- Sumner, Scott. "The other money illusion". The Money Illusion. Retrieved 6/3/2011.
- Keynesian Criticisms of the Theory Ludwig von Mises Institute.
- What is a Liquidity Trap?, July 4, 2013, Philip Pilkington
- http://www.themoneyillusion.com/?p=9404
- http://www.themoneyillusion.com/?p=8091
- http://www.themoneyillusion.com/?p=3587
- http://www.themoneyillusion.com/?p=6937

## 같이 보기
- 서브프라임 모기지 사태
- 대마불사 (경제학)